# Máriapócs
Máriapócs (niem. Pötsch, rum. Pociu) – miasteczko we wschodnich Węgrzech, w komitacie Szabolcs-Szatmár-Bereg, sanktuarium maryjne. W herbie miasta znajduje się wizerunek świątyni klasztornej. Liczy 2069 mieszkańców (styczeń 2011), jego powierzchnia wynosi 22,09 km².

## Położenie
Miasteczko leży w północnej części Wielkiej Niziny Węgierskiej, 280 km od Budapesztu i 30 km na wsch. od Nyíregyháza, przy linii kolejowej do Nyírbátor.
Atrakcją miejscowości jest także słynny tor samochodowy, miejsce zawodów kartingowych i driftingu oraz rozległy park rekreacyjny.

## Historia
Miejscowość Pócs (obecnie Máriapócs) istniała już w roku 1280. Od połowy XIV wieku należała do posiadłości zamku Ecsed, a od XVII wieku do książąt siedmiogrodzkich. Przynajmniej od XVII wieku osiadali tu karpaccy Rusini, później ulegający stopniowej madziaryzacji. Prawa miejskie miejscowość otrzymała w roku 1993. Najstarszym zabytkiem jest rzymskokatolicki kościół parafialny Niepokalanego Poczęcia NMP. Powstał w XV wieku, został przebudowany na przełomie XVIII i XIX wieku. Zachowały się w nim gotyckie malowidła ścienne. Miasteczko jest ważnym centrum pielgrzymkowym. Znajduje się tam kościół greckokatolicki św. Michała Archanioła (węg. Szent Mihály), w którym czczona jest ikona Płaczącej Madonny. 

## Sanktuarium
Ikona w Máriapócs jest kopią, gdyż oryginał przechowywany jest w katedrze św. Szczepana w Wiedniu. Jest to wizerunek Marii z Dzieciątkiem w bizantyjskim typie Hodegetrii. Dzieciątko trzyma w ręku kwiat, symbol Trójcy Świętej. Pod względem artystycznym należy do prowincjonalnego nurtu ikon malowanych w XVII wieku przez karpackich Rusinów.
Obraz miał namalować w roku 1676 Istvan Papp dla Laszlo Csigri uwolnionego z tureckiej niewoli. Ponieważ Csigri nie miał wystarczającej ilości pieniędzy, ostatecznie ikonę zakupił Laszlo Hurta i przekazał do miejscowej drewnianej cerkwi unickiej, również powstałej jako wotum za wyzwolenie kraju spod okupacji. Początki kultu wiążą się z datą 14 listopada 1696, gdy na ikonie miały się pojawić krople, uznane za łzy. Zjawisko to powtarzało się więcej razy i było obserwowane przez wiele osób. Modlitwami przed ikoną przypisano zwycięstwo nad Turkami, które odniósł książę Eugeniusz Sabaudzki w bitwie pod Zentą (Sentą), 11 września 1697. Na polecenie cesarza Leopolda I obraz został przeniesiony do katedry w Wiedniu, gdzie Matka Boska z Pócs (niem. Maria Pötsch, Maria Pócs) stała się patronką stolicy. Mieszkańcy Pócs, nalegający na zwrot, musieli zadowolić się uproszczoną pod względem formalnym kopią, namalowaną w roku 1707, która również zasłynęła cudami. W związku z tym nazwę wsi zmieniono na Máriapócs. W roku 1731 opiekę nad sanktuarium objęli bazylianie i rozpoczęto budowę barokowej murowanej świątyni na planie krzyża, o dwuwieżowej fasadzie, poświęconej w roku 1749 i ukończonej w 1756. Wyposażenie wnętrza, w tym ikonostas jest przeważnie barokowe. Od roku 1946 cudowny obraz jest umieszczony w nowo wzniesionym ołtarzu bocznym, a kościół nosi tytuł bazyliki. Do sanktuarium pielgrzymowali grekokatolicy, katolicy łacińscy i prawosławni, zarówno z Węgier, jak Rumunii, Słowacji i Ukrainy. Również obecnie ruch pielgrzymkowy jest duży, oceniany na 500–600 tys. osób rocznie, a Máriapócs określane jest jako narodowe sanktuarium Węgier. 18 sierpnia 1991 przebywał tu papież Jan Paweł II, co upamiętniono założeniem parku noszącego jego imię. Przy sanktuarium istnieje muzeum i dom pielgrzyma. W pobliżu siostry bazylianki prowadzą dom opieki dla osób starszych.